# Ступкино (Ивановская область)
 Ступкино — село в Лежневского районе Ивановской области. Входит в состав Шилыковского сельского поселения.

## География
Находится в юго-западной части Ивановской области на расстоянии приблизительно 13 км на север-северо-запад по прямой от районного центра поселка Лежнево.

## История
В 1859 году здесь (тогда деревня Шуйского уезда Владимирской губернии) было учтено 34 двора, в 1902 — 55.

## Население
Постоянное население составляло 223 человека (1859 год), 455 (1902), 26 в 2002 году (русские 96 %), 23 в 2010.